# Justin Gaston
Justin Michael Gaston (Pineville, 12 agosto 1988) è un cantautore, modello e attore statunitense.
È famoso per il ruolo di Ben Rogers in Il tempo della nostra vita e per il ruolo di Chance Chancellor in Febbre d'amore.

## Biografia
Gaston è nato a Pineville. Ha frequentato la Pineville High School. Ha gareggiato nell'atletica leggera, finendo sesto nel salto con l'asta all'incontro del campionato statale 4A della Louisiana High School Athletic Association (LHSAA) del 2005. Gaston ha raggiunto un'altezza di 12'6" nella competizione.
Nel 2006 Justin Gaston ha lasciato Pineville per intraprendere la carriera di attore. Gaston ha lavorato per la prima volta come modello di biancheria intima per Christian Audigier, Adidas, International Jock e Hugo Boss.
Gaston è apparso come l'interesse amoroso di Taylor Swift nel suo video musicale del 2008 per il singolo Love Story. Nel 2009 è apparso nell'episodio pilota della serie televisiva Glee. Nel febbraio 2010, Gaston ha iniziato ad apparire nel reality show If I Can Dream.
Nel 2014 interpreta il ruolo di Ben Rogers nella soap opera Il tempo della nostra vita. Dopo quattro mesi ha lasciato il ruolo, venendo sostituito da Robert Scott Wilson. Nel 2020, è stato scelto per il ruolo di Chance Chancellor nella soap opera Febbre d'amore, recitando fianco a fianco con sua moglie Melissa Ordway nel ruolo di Abby Newman, sostituendo per brevi periodi l'attore Donny Boaz.

### Vita privata
Gaston ha sposato l'attrice Melissa Ordway il 22 settembre 2012. Nel 2016, Gaston e Ordway hanno adottato la loro prima figlia che hanno chiamato Olivia Christine, nata nell'aprile 2016. Ordway ha dato alla luce la loro seconda figlia, Sophie Jolie il 9 dicembre 2017. In precedenza, dal 2008 al 2009, è stato fidanzato con la cantante e attrice Miley Cyrus.

## Filmografia

### Cinema
- Escapee - Manie di persecuzione (Escapee), regia di Campion Murphy (2011)
- Game Change, regia di Jay Roach (2012)
- The Unauthorized Full House Story, regia di Brian K. Roberts (2015)
- Ice Scream, regia di Roberto De Feo e Vito Palumbo (2016)
- Night Into Day, regia di Ben Hall (2020)
- Until We Meet Again, regia di Pece Dingo (2022)

### Televisione
- Il doppio volto della paura (Deadly Sibling Rivalry) – film TV (2011)
- Nashville Star – serie TV, 3 episodi (2008)
- Glee – serie TV, 1 episodio (2009)
- If I Can Dream – serie TV, 18 episodi (2010)
- Single Ladies – serie TV, 1 episodio (2012)
- The Client List - Clienti speciali – serie TV, 1 episodio (2013)
- Il tempo della nostra vita – serial TV, 22 puntate (2014)
- The Haves and the Have Nots – serie TV, 3 episodi (2018-2019)
- Febbre d'amore – serial TV, 14 puntate (2020)
- Santa Bootcamp – film TV (2022)
- God's Country Song – film TV (2023)